# IC 2670
IC 2670 је спирална галаксија у сазвјежђу Лав која се налази на листи објеката дубоког неба у Индекс каталогу.
Деклинација објекта је + 11° 46' 59" а ректасцензија 11h 15m 59,5s. Привидна величина (магнитуда) објекта IC 2670 износи 15,2 а фотографска магнитуда 16,0.